# كورتيس دراموند
كورتيس دراموند (بالإنجليزية: Kurtis Drummond)‏ هو لاعب كرة قدم أمريكية أمريكي، ولد في 29 يناير 1992 في ماسوري في الولايات المتحدة.

## وصلات خارجية
- كورتيس دراموند على موقع مرجع كرة القدم المحترفة.كوم (الإنجليزية)